# هوندا إف سي 50
هوندا إف سي 50 (تعرف أيضا باسم هوندا بيت) دراجة نارية بمحرك قدرته 50 سي سي (3.1 بوصة مكعبة) أطلقتها شركة هوندا في عام 1983م. استهدفت الشركة في بادئ الأمر السوق الياباني المحلي، أما الآن فتعتبر اليابان هي حلقة الوصل بين الأسواق المحلية التي تريد دراجات جديدة أو مستعملة وبين منافذ الشركة مما يجعل عملية اقتناء إحداها عملية صعبه إلى حد ما.
الدراجة متوفرة باللون الأحمر، الأسود أو الأبيض.

## الوصف
محرك الدراجة مدعوم بمحرك أسطواني ثنائي الأشواط يستخدم السوائل في التبريد ليكون بذلك أحد أقوى المحركات في فئته. تم تركيب رادياتير صغير خلف المشواة بين المصابيح الأمامية. تعمل الدراجة بجهد 12 فولت وناقل حركة ذو تعشيق مستمر أمامي. يستطيع المحرك الدوران بقدرة 5500 دورة على الدقيقة.
الدراجة مخصصة لحمل شخص واحد فقط. كما تتميز بوجود V-TACS، عبارة عن صمام صغير يتم تركيبه في منفذ العادم يتم تشغيله بواسطة رافعة عن طريق كعب الراكب الأيسر. تستخدم العديد من المحركات ثنائية الشوط الأكبر الأخرى نظامًا مشابهًا على الرغم من أن معظمها يعمل تلقائيًا بواسطة الماكينات الكهربائية. توفر خاصية V-TACS المزيد من الطاقة من 5500 دورة في الدقيقة.
تستطيع الدراجة الوصول إلى سرعة 60 كم/ساعة (37 ميل في الساعة).
تحتوي لوحة القيادة على مقياس سرعة الدوران (rpm)، عداد السرعة، مقاييس لدرجة حرارة المحرك ومستوى الوقود. تم وضع مجموعة صغيرة من الأضواء على قرص مقياس سرعة الدوران للدلالة على تشغيل V-tacs؛ أضواء أخرى في حالة الانعطاف، انخفاض مؤشر النفط. وميض ضوء صغير في حالة تجاوزت السرعة 35 كم/ساعة.

## الألبوم

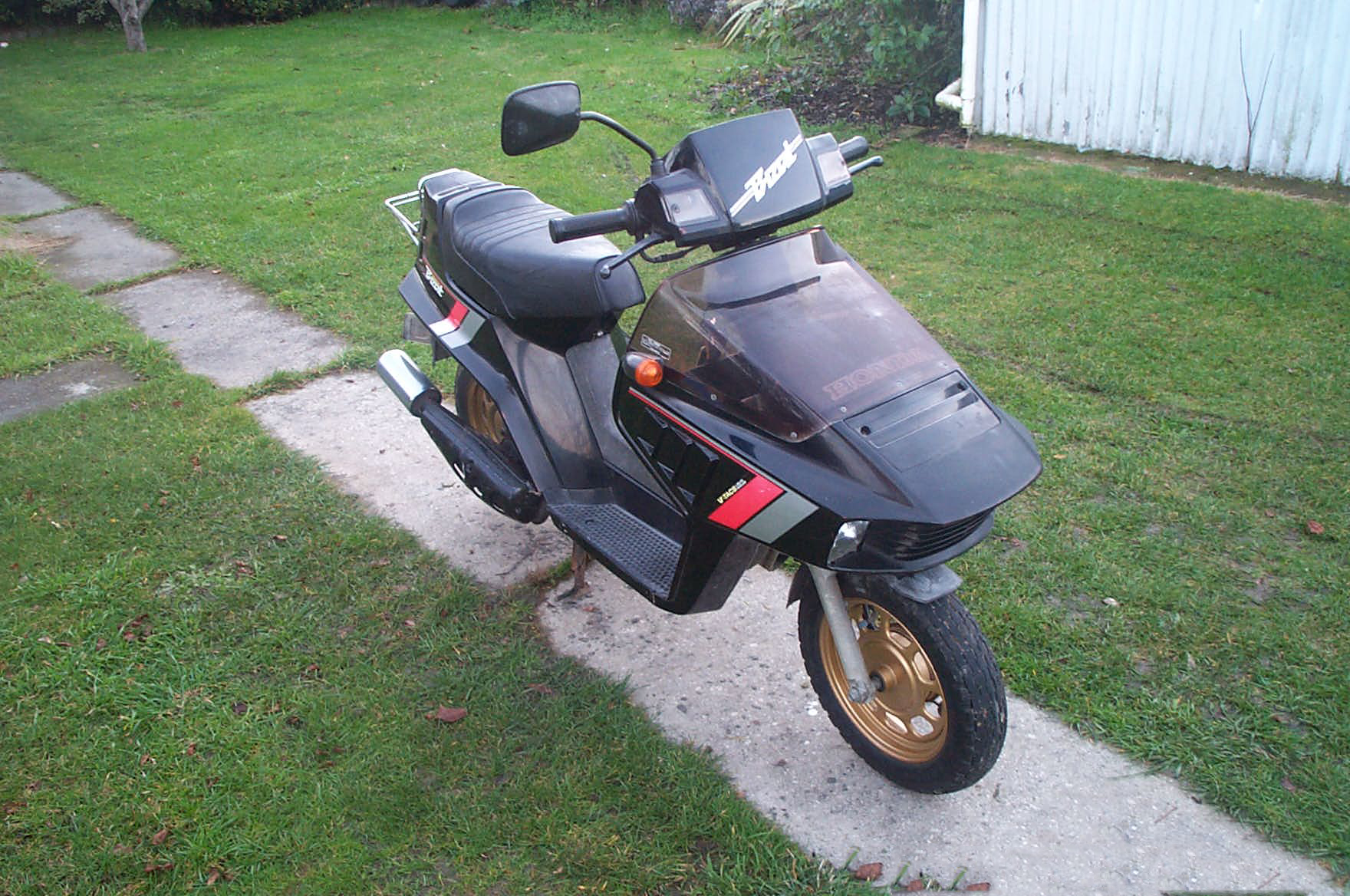
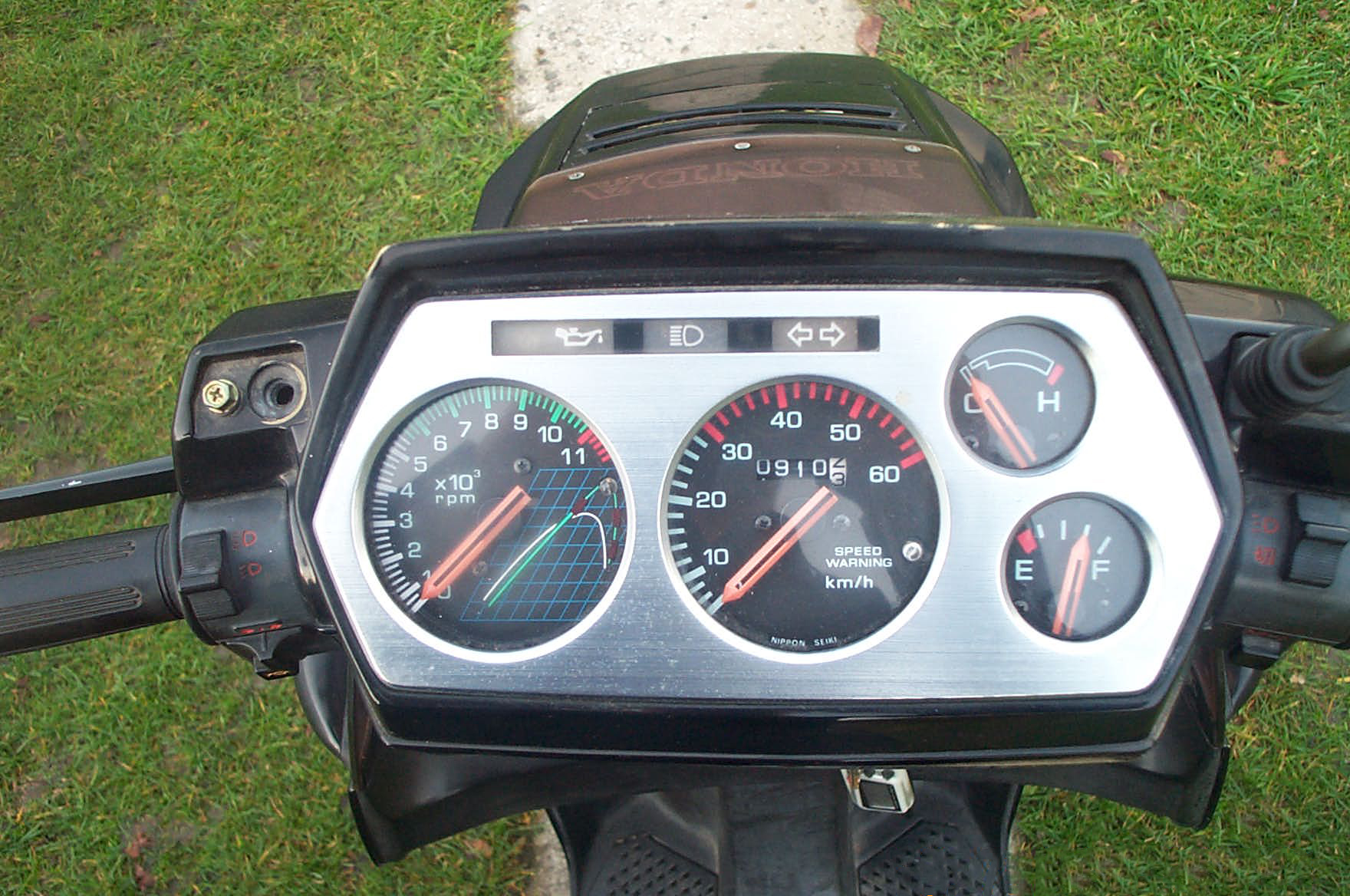
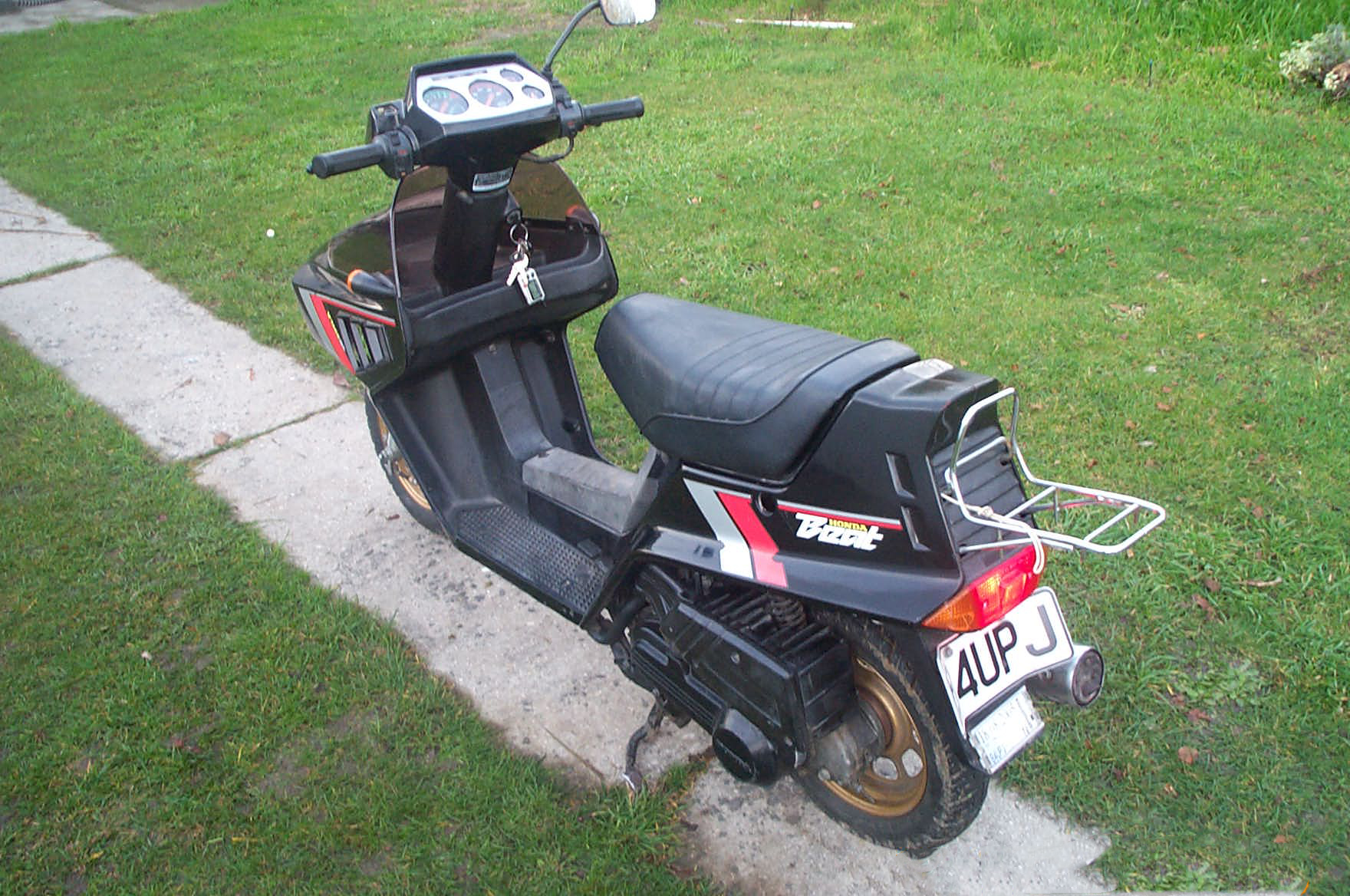

## وصلات خارجية
- Honda Beat startup and ride
- Honda Beat FC50 fuel tap check